# 마디 피시
마디 심프슨 피시(영어: Mardy Simpson Fish, 1981년 12월 9일~)는 미국의 테니스 선수로 2004년 하계 올림픽에서 남자 단식 은메달을 획득했다.
ATP 투어에서 우승 타이틀 6개를 획득했으며 마스터스 시리즈에 4회 결승 진출(2003, 2008, 2010, 2011)을 달성했다. 2007년 오스트레일리아 오픈, 2008년 US 오픈, 2011년 윔블던에서 8강에 진출했으며 2011년 8월에는 세계 랭킹 7위에 올랐다. 2015년 US 오픈 이후 현역에서 은퇴했다.